# Belgian Football League 2014
La Belgian Football League 2014 è stata la 27ª edizione del campionato di football americano di primo livello, organizzato dalla BAFL.

## Squadre partecipanti
| Club                     | Città                      | Stadio | Sponsor ufficiale | Risultato nella stagione 2013 |
| ------------------------ | -------------------------- | ------ | ----------------- | ----------------------------- |
| Antwerp Diamonds         | Anversa                    |        |                   |                               |
| Brussels Black Angels    | Bruxelles                  |        |                   |                               |
| Brussels Bulls           | Berchem-Sainte-Agathe      |        |                   |                               |
| Brussels Tigers          | Bruxelles                  |        |                   |                               |
| Charleroi Coal Miners    | Charleroi                  |        |                   |                               |
| Ghent Gators             | Gand                       |        |                   |                               |
| Izegem Tribes            | Izegem                     |        |                   |                               |
| Leuven Lions             | Lovanio                    |        |                   |                               |
| Liège Monarchs           | Liegi                      |        |                   |                               |
| Limburg Shotguns         | Beringen                   |        |                   |                               |
| Louvain Fighting Turtles | Ottignies-Louvain-la-Neuve |        |                   |                               |
| Ostend Pirates           | Ostenda                    |        |                   |                               |
| Puurs Titans             | Puurs                      |        |                   |                               |
| Tournai Phoenix          | Tournai                    |        |                   |                               |
| Waterloo Warriors        | Waterloo                   |        |                   |                               |

## Stagione regolare

### Calendario

#### 1ª giornata
| Beringen 9 febbraio 2014, ore 12:00 | Brussels Black Angels | 14 – 28 | Ghent Gators |  |

| Beringen 9 febbraio 2014, ore 15:00 | Limburg Shotguns | 20 – 9 | Antwerp Diamonds |  |

#### 2ª giornata
| Liegi 16 febbraio 2014, ore 12:00 | Liège Monarchs | 22 – 6 | Charleroi Coal Miners |  |

#### 3ª giornata
| Ostenda 23 febbraio 2014, ore 12:00 | Ghent Gators | 14 – 0 | Brussels Bulls |  |

| Anversa 23 febbraio 2014, ore 12:00 | Limburg Shotguns | 0 – 26 | Brussels Black Angels |  |

| Ostenda 23 febbraio 2014, ore 15:00 | Ostend Pirates | 33 – 0 | Puurs Titans |  |

| Anversa 23 febbraio 2014, ore 15:00 | Antwerp Diamonds | 7 – 21 | Leuven Lions |  |

#### 4ª giornata
| Charleroi 2 marzo 2014, ore 12:00 | Charleroi Coal Miners | 0 – 45 | Louvain Fighting Turtles |  |

| Charleroi 2 marzo 2014, ore 15:00 | Tournai Phoenix | 0 – 55 | Waterloo Warriors |  |

#### 5ª giornata
| Gand 9 marzo 2014, ore 12:00 | Antwerp Diamonds | 0 – 18 | Puurs Titans |  |

| Beringen 9 marzo 2014, ore 12:00 | Brussels Black Angels | 28 – 13 | Leuven Lions |  |

| Gand 9 marzo 2014, ore 15:00 | Ghent Gators | 30 – 8 | Izegem Tribes |  |

| Beringen 9 marzo 2014, ore 15:00 | Limburg Shotguns | 0 – 38 | Brussels Bulls |  |

#### 6ª giornata
| Liegi 16 marzo 2014, ore 12:00 | Brussels Tigers | 58 – 0 | Charleroi Coal Miners |  |

| Liegi 16 marzo 2014, ore 15:00 | Liège Monarchs | 22 – 29 | Louvain Fighting Turtles |  |

#### 7ª giornata
| Berchem-Sainte-Agathe 23 marzo 2014, ore 12:00 | Limburg Shotguns | 6 – 56 | Ghent Gators |  |

| Lovanio 23 marzo 2014, ore 12:00 | Ostend Pirates | 14 – 20 | Brussels Black Angels |  |

| Berchem-Sainte-Agathe 23 marzo 2014, ore 15:00 | Brussels Bulls | 13 – 14 | Puurs Titans |  |

| Lovanio 23 marzo 2014, ore 15:00 | Leuven Lions | 44 – 14 | Izegem Tribes |  |

#### 8ª giornata
| Corbais 30 marzo 2014, ore 12:00 | Louvain Fighting Turtles | 7 – 28 | Brussels Tigers |  |

| Waterloo 30 marzo 2014, ore 12:00 | Tournai Phoenix | 14 – 12 | Liège Monarchs |  |

| Waterloo 30 marzo 2014, ore 15:00 | Waterloo Warriors | 56 – 6 | Charleroi Coal Miners |  |

#### 9ª giornata
| Anderlecht 6 aprile 2014, ore 12:00 | Leuven Lions | 5 – 17 | Brussels Bulls |  |

| Anversa 6 aprile 2014, ore 12:00 | Limburg Shotguns | 13 – 13 | Izegem Tribes |  |

| Anderlecht 6 aprile 2014, ore 15:00 | Brussels Black Angels | 27 – 8 | Puurs Titans |  |

| Anversa 6 aprile 2014, ore 15:00 | Antwerp Diamonds | 12 – 36 | Ostend Pirates |  |

#### 10ª giornata
| Corbais 13 aprile 2014, ore 12:00 | Waterloo Warriors | 19 – 30 | Brussels Tigers |  |

| Corbais 13 aprile 2014, ore 15:00 | Louvain Fighting Turtles | 52 – 0 | Tournai Phoenix |  |

#### 11ª giornata
| Lovanio 20 aprile 2014, ore 12:00 | Brussels Black Angels | 47 – 3 | Antwerp Diamonds |  |

| Puurs 20 aprile 2014, ore 12:00 | Brussels Bulls | 20 – 14 | Ostend Pirates |  |

| Lovanio 20 aprile 2014, ore 15:00 | Leuven Lions | 0 – 34 | Ghent Gators |  |

| Puurs 20 aprile 2014, ore 15:00 | Puurs Titans | 26 – 16 | Izegem Tribes |  |

#### 12ª giornata
| Bruxelles 27 aprile 2014, ore 12:00 | Brussels Tigers | 46 – 0 | Liège Monarchs |  |

| Tournai 27 aprile 2014, ore 12:00 | Waterloo Warriors | 18 – 26 | Louvain Fighting Turtles |  |

| Tournai 27 aprile 2014, ore 15:00 | Tournai Phoenix | 13 – 30 | Charleroi Coal Miners |  |

#### 13ª giornata
| Ostenda 4 maggio 2014, ore 12:00 | Izegem Tribes | 19 – 14 | Antwerp Diamonds |  |

| Puurs 4 maggio 2014, ore 12:00 | Brussels Bulls | 0 – 14 | Brussels Black Angels |  |

| Ostenda 4 maggio 2014, ore 15:00 | Ostend Pirates | 25 – 22 | Ghent Gators |  |

| Puurs 4 maggio 2014, ore 15:00 | Puurs Titans | 6 – 29 | Limburg Shotguns |  |

#### 14ª giornata
| Berchem-Sainte-Agathe 18 maggio 2014, ore 12:00 | Leuven Lions | 19 – 11 | Limburg Shotguns |  |

| Izegem 18 maggio 2014, ore 12:00 | Puurs Titans | 6 – 56 | Ghent Gators |  |

| Berchem-Sainte-Agathe 18 maggio 2014, ore 15:00 | Brussels Bulls | 56 – 0 | Antwerp Diamonds |  |

| Izegem 18 maggio 2014, ore 15:00 | Izegem Tribes | 8 – 12 | Ostend Pirates |  |

#### 15ª giornata
| Bruxelles 25 maggio 2014, ore 12:00 | Liège Monarchs | 48 – 0 | Waterloo Warriors |  |

| Izegem 25 maggio 2014, ore 12:00 | Ostend Pirates | 21 – 0 | Leuven Lions |  |

| Bruxelles 25 maggio 2014, ore 15:00 | Brussels Tigers | 50 – 0 (a tavolino) | Tournai Phoenix |  |

| Izegem 25 maggio 2014, ore 15:00 | Izegem Tribes | 12 – 14 | Brussels Bulls |  |

#### 16ª giornata
| Anderlecht 1º giugno 2014, ore 12:00 | Puurs Titans | 6 – 46 | Leuven Lions |  |

| Gand 1º giugno 2014, ore 12:00 | Ostend Pirates | 41 – 2 | Limburg Shotguns |  |

| Anderlecht 1º giugno 2014, ore 15:00 | Brussels Black Angels | 50 – 0 | Izegem Tribes |  |

| Gand 1º giugno 2014, ore 15:00 | Ghent Gators | 48 – 6 | Antwerp Diamonds |  |

### Classifica

#### BFL
La classifica della regular season è la seguente:
- PCT = percentuale di vittorie, G = partite giocate, V = partite vinte,  P = partite perse, PF = punti fatti, PS = punti subiti

| Pos. | Squadra                  | PCT   | G | V | N | P | PF  | PS  |
| ---- | ------------------------ | ----- | - | - | - | - | --- | --- |
| 1    | Brussels Tigers          | 1.000 | 5 | 5 | 0 | 0 | 212 | 26  |
| 2    | Ghent Gators             | .875  | 8 | 7 | 0 | 1 | 288 | 65  |
| 3    | Brussels Black Angels    | .875  | 8 | 7 | 0 | 1 | 226 | 66  |
| 4    | Louvain Fighting Turtles | .800  | 5 | 4 | 0 | 1 | 159 | 68  |
| 5    | Ostend Pirates           | .750  | 8 | 6 | 0 | 2 | 196 | 84  |
| 6    | Brussels Bulls           | .625  | 8 | 5 | 0 | 3 | 158 | 73  |
| 7    | Liège Monarchs           | .600  | 5 | 3 | 0 | 2 | 152 | 87  |
| 8    | Leuven Lions             | .500  | 8 | 4 | 0 | 4 | 148 | 138 |
| 9    | Waterloo Warriors        | .400  | 5 | 2 | 0 | 3 | 148 | 110 |
| 10   | Puurs Titans             | .375  | 8 | 3 | 0 | 5 | 84  | 220 |
| 11   | Limburg Shotguns         | .313  | 8 | 2 | 1 | 5 | 81  | 208 |
| 12   | Charleroi Coal Miners    | .200  | 5 | 1 | 0 | 4 | 42  | 194 |
| 13   | Izegem Tribes            | .188  | 8 | 1 | 1 | 6 | 90  | 203 |
| 14   | Antwerp Diamonds         | .000  | 8 | 0 | 0 | 8 | 51  | 265 |
| 15   | Tournai Phoenix          | .000  | 5 | 0 | 0 | 5 | 19  | 247 |

#### FAFL
| Pos. | Squadra               | PCT  | G | V | N | P | PF  | PS  |
| ---- | --------------------- | ---- | - | - | - | - | --- | --- |
| 1    | Ghent Gators          | .875 | 8 | 7 | 0 | 1 | 288 | 65  |
| 2    | Brussels Black Angels | .875 | 8 | 7 | 0 | 1 | 226 | 66  |
| 3    | Ostend Pirates        | .750 | 8 | 6 | 0 | 2 | 196 | 84  |
| 4    | Brussels Bulls        | .625 | 8 | 5 | 0 | 3 | 158 | 73  |
| 5    | Leuven Lions          | .500 | 8 | 4 | 0 | 4 | 148 | 138 |
| 6    | Puurs Titans          | .375 | 8 | 3 | 0 | 5 | 84  | 220 |
| 7    | Limburg Shotguns      | .313 | 8 | 2 | 1 | 5 | 81  | 208 |
| 8    | Izegem Tribes         | .188 | 8 | 1 | 1 | 6 | 90  | 203 |
| 9    | Antwerp Diamonds      | .000 | 8 | 0 | 0 | 8 | 51  | 265 |

#### LFFA
| Pos. | Squadra                  | PCT   | G | V | N | P | PF  | PS  |
| ---- | ------------------------ | ----- | - | - | - | - | --- | --- |
| 1    | Brussels Tigers          | 1.000 | 5 | 5 | 0 | 0 | 212 | 26  |
| 2    | Louvain Fighting Turtles | .800  | 5 | 4 | 0 | 1 | 159 | 68  |
| 3    | Liège Monarchs           | .600  | 5 | 3 | 0 | 2 | 152 | 87  |
| 4    | Waterloo Warriors        | .400  | 5 | 2 | 0 | 3 | 148 | 110 |
| 5    | Charleroi Coal Miners    | .200  | 5 | 1 | 0 | 4 | 42  | 194 |
| 6    | Tournai Phoenix          | .000  | 5 | 0 | 0 | 5 | 19  | 247 |

## Playoff

### Tabellone
|  | Wild Card | Wild Card                | Wild Card    |                       |                 | Semifinali      | Semifinali      | Semifinali |  |  | XXVII Belgian Bowl | XXVII Belgian Bowl | XXVII Belgian Bowl |  |
|  |           |                          |              |                       |                 |                 |                 |            |  |  |                    |                    |                    |  |
|  |           |                          |              |                       |                 | LFFA1           | Brussels Tigers | 7          |  |  |                    |                    |                    |  |
|  |           |                          |              |                       |                 | LFFA1           | Brussels Tigers | 7          |  |  |                    |                    |                    |  |
|  |           |                          |              | Brussels Black Angels | 3               |                 |                 |            |  |  |                    |                    |                    |  |
|  | FAFL2     | Brussels Black Angels    | 51           | Brussels Black Angels | 3               |                 |                 |            |  |  |                    |                    |                    |  |
|  | FAFL2     | Brussels Black Angels    | 51           |                       |                 |                 |                 |            |  |  |                    |                    |                    |  |
|  | LFFA3     | Liège Monarchs           | 12           |                       |                 |                 |                 |            |  |  |                    |                    |                    |  |
|  | LFFA3     | Liège Monarchs           | 12           |                       | Brussels Tigers | Brussels Tigers | 0               |            |  |  |                    |                    |                    |  |
|  |           |                          |              |                       |                 |                 |                 |            |  |  |                    |                    |                    |  |
|  |           |                          | Ghent Gators | Ghent Gators          | 38              |                 |                 |            |  |  |                    |                    |                    |  |
|  |           |                          |              | Ghent Gators          | 38              |                 |                 |            |  |  |                    |                    |                    |  |
|  |           |                          |              |                       |                 |                 |                 |            |  |  |                    |                    |                    |  |
|  |           |                          |              |                       |                 |                 |                 |            |  |  |                    |                    |                    |  |
|  |           | FAFL1                    | Ghent Gators | 16                    |                 |                 |                 |            |  |  |                    |                    |                    |  |
|  |           |                          |              | 16                    |                 |                 |                 |            |  |  |                    |                    |                    |  |
|  |           |                          |              | Ostend Pirates        | 14              |                 |                 |            |  |  |                    |                    |                    |  |
|  | LFFA2     | Louvain Fighting Turtles | 20           | Ostend Pirates        | 14              |                 |                 |            |  |  |                    |                    |                    |  |
|  | LFFA2     | Louvain Fighting Turtles | 20           |                       |                 |                 |                 |            |  |  |                    |                    |                    |  |
|  | 'FAFL3    | Ostend Pirates           | 30           |                       |                 |                 |                 |            |  |  |                    |                    |                    |  |

### Wild Card
| Bruxelles 8 giugno 2014 | Brussels Black Angels | 51 – 12 | Liège Monarchs |  |

| Grez-Doiceau 8 giugno 2014 | Louvain Fighting Turtles | 20 – 30 | Ostend Pirates |  |

### Semifinali
| Evere 15 giugno 2014 | Brussels Tigers | 7 – 3 | Brussels Black Angels |  |

| Gand 15 giugno 2014 | Ghent Gators | 16 – 14 | Ostend Pirates |  |

### XXVII Belgian Bowl
| Izegem 29 giugno 2014, ore 14:30 | Brussels Tigers | 0 – 38 | Ghent Gators | Stedelijk Sportstadion |

## Verdetti
- Ghent Gators Campioni del Belgio 2014